# 秀湖站
秀湖站位于中华人民共和国湖北省武汉市江夏区东湖高新区，是武汉地铁2号线的地铁车站。

## 车站结构
车站位于光谷大道与高新四路十字路口处，沿光谷大道布置。车站外包总长247.6m，标准段宽度20.9m。本站为地下二层岛式车站，地下一层为站厅层，地下二层为站台层。车站在光谷大道两侧布置有4个出入口。设置2组风亭，均为低矮风亭。车站施工采用明挖法施工。

### 楼层分布
| 地面     | 地面               | 出入口                               |  |  |
| 地下一层 | 站厅               | 售票机、客服中心、武漢通充值、洗手間 |  |  |
| 地下二层 |                    | █ 2号线 往天河机场（金融港北）       |  |  |
|          | 岛式站台，左侧开门 |                                      |  |  |
|          |                    | █ 2号线 往佛祖岭（藏龙东街）         |  |  |

### 車站出口
|                                                 |      |                                         |
| 出口編號                                        | 設施 | 建議前往的目的地                        |
| A                                               |      | 光谷大道 滨湖路                         |
| B                                               |      | 光谷大道 高新四路、烽火科技             |
| C                                               |      | 光谷大道 烽火科技、武汉软件工程职业学院 |
| D                                               |      | 光谷大道 武汉市传媒学院、武汉市交通学校 |
| 注： 設有升降機 \| 設有輪椅升降台 \| 設有洗手間 |      |                                         |

## 鄰近地點
烽火科技集团大厦、武汉软件工程职业学院、武汉市交通学校等。

### 内部链接
- 武汉地铁车站列表